# Bukit Pete
Bukit Pete är en kulle i Indonesien.   Den ligger i provinsen Aceh, i den västra delen av landet, 1 500 km nordväst om huvudstaden Jakarta. Toppen på Bukit Pete är 159 meter över havet, eller 84 meter över den omgivande terrängen. Bredden vid basen är 1,8 km.
Terrängen runt Bukit Pete är huvudsakligen platt.Runt Bukit Pete är det ganska tätbefolkat, med 239 invånare per kvadratkilometer. Närmaste större samhälle är Langsa, 18,5 km nordost om Bukit Pete. I omgivningarna runt Bukit Pete växer i huvudsak städsegrön lövskog.